# Premio internazionale Sileno d'oro
Il premio internazionale Sileno d'oro è un premio culturale ideato e fondato dal poeta nisseno Serafino Lo Piano, presidente del centro siciliano di lettere arti e turismo "Il Sileno" di Gela, che viene assegnato ad illustri siciliani ed eminenti personalità italiane e non che in ogni campo delle umane attività abbiano contribuito a dare lustro al nome della Sicilia in Italia e nel mondo.
Il centro, costituito in data 23 settembre 1959 nacque con la denominazione sociale "Centro di lettere, arti e turismo Sileno" sotto la presidenza dello stesso Serafino Lo Piano Pomar.
I premi del "Sileno d'oro" vengono assegnati su segnalazione di enti culturali ed istituti accademici d'Italia, vagliate da apposite commissioni nominate dal centro  "Il Sileno"  e dall'amministrazione comunale di Gela e consistono in una scultura in oro realizzata in bassorilievo raffigurante la maschera silenica del V secolo a.C. rinvenuta a Gela e custodita nel locale museo archeologico e in un assegno di studio personale.
Il "Sileno d'oro" nelle sue edizioni ha avuto l'alto patrocinio della Presidenza dell'Assemblea Regionale siciliana, è stato infatti l'allora presidente Rosario Lanza a consegnare i premi nelle tre edizioni svolte.

## Premi
Albo d'oro dei premiati:

### I edizione – 1963
- Ugo La Rosa (Arte)
- Salvatore Sciascia (Editoria)
- Giuseppe Guido Lo Schiavo (Lettere)
- Leonardo Sciascia (Lettere)
- Giuseppe Villaroel (Lettere)
- Rosario Lanza (Personalità - Pres.Ass.Reg.le)
- Sergio Spasiano (Personalità - Prefetto Milano)

### II edizione - 1964
- Luigi Fiorentino (Critica e storia letteraria)[1]
- Giuseppe Padellaro (Diffusione arte e cultura)
- Emanuele Morselli (Economia e scienze delle finanze)[2]
- Ugo Mursia (Editoria)[3]
- Luigi Picardo (Medicina)
- Renato Guttuso (Pittura)
- Salvatore Quasimodo (Poesia)[4]
- Solange de Bressieux (Poeta Sicilianista)
- Marcello Bandieramonte (Radio e televisione)
- Italo Russo (Turismo)

### III edizione - 1969
- Enrico Mattei (Alla memoria)[5]
- Re Gustavo Adolfo di Svezia (Archeologia)
- Mario Donadoni (Critica)[6]
- Antonino Giuffrè - Giuffrè Editore (Editoria)
- Giuseppe Tesoriere (Ingegneria)[7]
- Antonio Virgilio Savona (Musica)
- Giuseppe Bonaviri (Narrativa)[8]
- Ercole Patti (Narrativa)[9]
- Luigi Condorelli (Scienza)
- Enzo Assenza (Scultura)[10][11]
- Emilio Greco (Scultura)
- Pippo Baudo (Spettacolo)
- Pietro Anastasi (Sport)
- Concetto Lo Bello (Sport)
- Domenico Giordano Zir (Televisione - Rivista "Il Tempo")

### Nuova edizione – 1996[12]
- Serafino Lo Piano (Alla memoria)
- Derrick de Kerckhove (Critica)[13]
- Denis Mack Smith (Storia)[13][14]
- Vittorino Andreoli (Medicina - Psichiatria)
- Aldo Forbice (Giornalismo)
- Igor Man (Giornalismo)[13]
- Sergio Zavoli (Giornalismo)[13]
- Giovanni Russo[13][15], Alda Merini (Poesia)[16]
- Aldo Rosselli, Carlo Montarsolo (Arti figurative - Pittura)
- Don Pierino Gelmini (Impegno sociale)[13]
- Guglielmo Moscato (Personalità–Presidente ENI)[13]

### Nuova edizione – 1997
Sono stati premiati scrittori nelle sezioni internazionale e nazionale.
- Sezione internazionale: Héctor Bianciotti per l'opera "Il passo lento dell'amore", Fatema Mernissi per l'opera "La terrazza".
- Sezione nazionale: Silvana Grasso per l'opera "L'albero di Giuda"